# NGC 737
NGC 737 — тройная звезда в созвездии Треугольник.
Этот объект входит в число перечисленных в оригинальной редакции «Нового общего каталога».
Северо-восточный компонент системы является двойной звездой, поэтому всего NGC 737 состоит из четырёх компонентов.
NGC 737 разные наблюдатели описывали то как одиночную звезду, то как туманность. Уильям Парсонс первым описал NGC 737 как туманность, поэтому Джон Дрейер включил объект в Новый общий каталог. Но Карл Рейнмут на месте «туманности» нашёл только три звезды.